# Iona nigrovittata
Iona nigrovittata là một loài nhện trong họ Salticidae. Chúng thuộc chi đơn loài Iona, được Eugen von Keyserling miêu tả năm 1882 và là loài đặc hữu của Tonga.